# Корголоан
Корголоан (фр. Corgoloin) насеље је и општина у источном делу централне Француске у региону Бургоња, у департману Златна обала која припада префектури Бон.
По подацима из 2011. године у општини је живело 922 становника, а густина насељености је износила 73,29 становника/km². Општина се простире на површини од 12,58 km². Налази се на средњој надморској висини од 226 метара (максималној 322 m, а минималној 198 m).

## Демографија
| 1962. | 1968. | 1975. | 1982. | 1990. | 1999. | 2011. |
| ----- | ----- | ----- | ----- | ----- | ----- | ----- |
| 962   | 977   | 951   | 854   | 893   | 900   | 922   |

График промене броја становника у току последњих година